# Katastralgemeinde Guttaring
Die Katastralgemeinde Guttaring ist eine von sieben Katastralgemeinden der Gemeinde Guttaring im Bezirk Sankt Veit an der Glan in Kärnten. Sie hat eine Fläche von 190,02 ha (Stand 31. Dezember 2023).
Die Katastralgemeinde gehört zum Sprengel des Vermessungsamtes Klagenfurt.

## Lage
Die Katastralgemeinde liegt mitten im Bezirk Sankt Veit an der Glan und in der Gemeinde Guttaring, teils im Süden des Guttaringer Berglands, teils im Norden des Brückler Berglands. Sie grenzt im Norden an die Katastralgemeinde Verlosnitz, im Nordosten und Osten an die Katastralgemeinde Deinsberg, im Südosten an die Katastralgemeinde Watischach, im Süden an die Katastralgemeinde Hollersberg und im Westen an die Katastralgemeinde Guttaringberg. Die Katastralgemeinde erstreckt sich über eine Höhenlage von 629 m ü. A. am Silberbach am Südrand der Katastralgemeinde bis zu 826 m ü. A. am Nordostrand der Katastralgemeinde.

## Ortschaften
Auf dem Gebiet der Katastralgemeinde Guttaring liegen die Ortschaft Urtl, der Großteil des Gemeindehauptorts Guttaring und ein Teil von Deinsberg.

## Vermessungsamt-Sprengel
Die Katastralgemeinde gehört seit dem 1. Jänner 1998 zum Sprengel des Vermessungsamtes Klagenfurt. Davor war sie Teil des Sprengels des Vermessungsamtes St. Veit an der Glan.

## Geschichte
Ende des 18. Jahrhunderts wurden die Kärntner Steuergemeinden (später: Katastralgemeinden) gebildet und Steuerbezirken zugeordnet. Die Steuergemeinde Guttaring gehörte zum Steuerbezirk Guttaring.
Im Zuge der Reformen nach der Revolution 1848/49 wurden in Kärnten die Steuerbezirke aufgelöst und Ortsgemeinden gebildet, die jeweils das Gebiet einer oder mehrerer Steuergemeinden umfassten. Die Steuer- bzw. Katastralgemeinde Guttaring wurde Teil der Gemeinde Guttaring. Die Größe der Katastralgemeinde wurde 1849 mit 331 Österreichischen Joch und 229 Klaftern (ca. 190 ha, also die heutige Fläche) angegeben; damals lebten 450 Personen in der Katastralgemeinde.
Die Katastralgemeinde Guttaring gehörte ab 1850 zum politischen Bezirk Sankt Veit an der Glan und zum Gerichtsbezirk Althofen. Von 1854 bis 1868 gehörte sie zum Gemischten Bezirk Althofen. Seit der Reform 1868 ist sie wieder Teil des politischen Bezirks Sankt Veit an der Glan, zunächst als Teil des Gerichtsbezirks Althofen, und seit dessen Auflösung 1978 als Teil des Gerichtsbezirks St. Veit an der Glan.